# 北須坂站
北須坂站（日语：／ Kita-Suzaka eki */?）是位於長野縣須坂市大字小河原，屬於長野電鐵的長野線車站。車站編號為N14。

## 歷史
- 1923年（大正12年）3月26日 - 河東鐵道豐洲站啟用[1]。
- 1926年（大正15年）9月30日 - 河東鐵道與長野電氣鐵道合併，長野電鐵成立，此站成為長野電鐵車站。
- 1944年（昭和19年）1月11日 - 由於戰爭激烈化而實施省電計劃，車站暫停使用[1]。
- 1960年（昭和35年）4月11日 - 車站重開，並改名為北須坂站，重開後成為無人車站[1]。
- 1964年（昭和39年）12月1日 - 配置站員。
- 1994年（平成6年）6月24日 - 車站大樓翻新，並增設月台完成（工程費用約2億日圓）[1]。
- 2007年（平成19年）3月1日 - 再度成為無人車站[1]。
- 2011年（平成23年）2月13日 - 實施時間表修正，B特急通過此站[1]。
- 2018年（平成30年）4月3日 - 實施時間表修正，此站再沒有列車進行列車交會[2]。
- 日期不詳 - 副本線路軌撤走，月台變回1面1線。

## 車站構造
本站是地面車站，設有1面1線的單式月台。本站的月台在啟用時為1面1線的月台，後來於1994年增加至1面2線的島式月台，配線為一線通過構造。但2019年撒走副本線露，再次變回只有單式月台。此站曾經為有人車站，現時則變為無人車站。
此站在2007年引入站內自動廣播系統，除了早上與晚上外皆設有自動廣播。

### 月台
| 月台 | 路線    | 上下行 | 方向                 |
| ---- | ------- | ------ | -------------------- |
| 2    | ■長野線 | 上行   | 須坂、長野方向       |
| 2    | ■長野線 | 下行   | 信州中野、湯田中方向 |

在撤去副本線前，此站設有1號月台。而現時月台上還有「1號月台」「2號月台」的指示牌。

## 使用狀況
以下為近年1日平均乘車人次變化。
| 年度   | 一日平均 乘車人次 |
| ------ | ----------------- |
| 2007年 | 358               |
| 2008年 | 372               |
| 2009年 | 360               |
| 2010年 | 358               |
| 2011年 | 353               |
| 2012年 | 346               |
| 2013年 | 332               |
| 2014年 | 333               |
| 2015年 | 331               |
| 2016年 | 342               |
| 2017年 | 340               |
| 2018年 | 367               |
| 2019年 | 365               |

## 車站周邊
- 鈴木（日语：鈴木 (コネクタ)） 總部
- 國道403號（日语：国道403号）
- 須坂市立旭丘小學

## 巴士路線
在站前市道上設有須坂市民巴士北須坂站巴士站。
- K 北相之島線
  - 須坂站 - 旭丘團地 - 北須坂站 - 北相之島町

## 相鄰車站
長野電鐵
■長野線
■A特急、■B特急
通過
■普通
須坂（N13）－北須坂（N14）－小布施（N15）

## 注腳
1. 1 2 3 4 5 6 7 8 9 10 11 12 13 14  信濃毎日新聞社出版部. . 信濃毎日新聞社. 2011-07-24: 277. ISBN 9784784071647 （日语）.
2. ↑   (PDF). 長野電鉄. 2018-02-23  [2020-01-31]. （原始内容 (pdf)存档于2021-08-29） （日语）.
3. ↑  《須坂市之統計》各年度版。

## 外部連結
- 北須坂站｜各站資訊 （页面存档备份，存于）（日語） - 長野電鐵